# News of the World Tour
A News Of The World Tour foi uma turnê da banda britânica de rock Queen, ocorrida nos anos de 1977 e 1978, para divulgar o álbum News Of The World.
Foi a primeira turnê da banda a incluir as canções "We Will Rock You", "We Are the Champions" e "Love of My Life". Com boa repercussão de crítica, os shows foram considerados bem mais teatrais que os das outras turnês, sobretudo em relação à reprodução de "Bohemian Rhapsody".

## Lista de músicas
1. "We Will Rock You (Lento/Rápido)"
2. "Brighton Rock"
3. "Somebody To Love"
4. "Killer Queen"
5. "Good Old-Fashioned Lover Boy"
6. "I'm In Love With My Car"
7. "Get Down Make Love"
8. "Millionaire Waltz"
9. "You're My Best Friend"
10. "Spread Your Wings"
11. "Liar"
12. "Love Of My Life"
13. "'39"
14. "My Melancholy Blues"
15. "White Man"
16. "The Prophet's Song/Solo de Guitarra"
17. "Now I'm Here"
18. "Stone Cold Crazy"
19. "Bohemian Rhapsody"
20. "Keep Yourself Alive"
21. "Tie Your Mother Down"
22. "We Will Rock You"
23. "We Are The Champions"
24. "Sheer Heart Attack"
25. "Jailhouse Rock"
26. "God Save The Queen"

## Datas
| Data                   | Cidade           | País               | Local                                   |
| ---------------------- | ---------------- | ------------------ | --------------------------------------- |
| América do Norte       |                  |                    |                                         |
| 11 de novembro de 1977 | Portland         | Estados Unidos     | Cumberland County Civic Center          |
| 12 de novembro de 1977 | Boston           | Estados Unidos     | Boston Garden                           |
| 13 de novembro de 1977 | Springfield      | Estados Unidos     | Springfield Civic Center                |
| 15 de novembro de 1977 | Providence       | Estados Unidos     | Providence Civic Center                 |
| 16 de novembro de 1977 | New Haven        | Estados Unidos     | Memorial Coliseum                       |
| 18 de novembro de 1977 | Detroit          | Estados Unidos     | Cobo Hall                               |
| 19 de novembro de 1977 | Detroit          | Estados Unidos     | Cobo Hall                               |
| 21 de novembro de 1977 | Toronto          | Canadá             | Maple Leaf Gardens                      |
| 23 de novembro de 1977 | Filadélfia       | Estados Unidos     | The Spectrum                            |
| 24 de novembro de 1977 | Filadélfia       | Estados Unidos     | The Spectrum                            |
| 25 de novembro de 1977 | Norfolk          | Estados Unidos     | Norfolk Scope                           |
| 27 de novembro de 1977 | Richfield        | Estados Unidos     | Richfield Coliseum                      |
| 29 de novembro de 1977 | Landover         | Estados Unidos     | Capital Centre                          |
| 1 de dezembro de 1977  | Nova Iorque      | Estados Unidos     | Madison Square Garden                   |
| 2 de dezembro de 1977  | Nova Iorque      | Estados Unidos     | Madison Square Garden                   |
| 4 de dezembro de 1977  | Dayton           | Estados Unidos     | University of Dayton Arena              |
| 5 de dezembro de 1977  | Chicago          | Estados Unidos     | Chicago Stadium                         |
| 8 de dezembro de 1977  | Atlanta          | Estados Unidos     | Omni Coliseum                           |
| 10 de dezembro de 1977 | Fort Worth       | Estados Unidos     | Fort Worth Convention Center            |
| 11 de dezembro de 1977 | Houston          | Estados Unidos     | The Summit                              |
| 15 de dezembro de 1977 | Las Vegas        | Estados Unidos     | Aladdin Theatre for the Performing Arts |
| 16 de dezembro de 1977 | San Diego        | Estados Unidos     | San Diego Sports Arena                  |
| 17 de dezembro de 1977 | Oakland          | Estados Unidos     | Oakland Coliseum                        |
| 20 de dezembro de 1977 | Long Beach       | Estados Unidos     | Long Beach Arena                        |
| 21 de dezembro de 1977 | Long Beach       | Estados Unidos     | Long Beach Arena                        |
| 22 de dezembro de 1977 | Inglewood        | Estados Unidos     | The Forum                               |
| Europa                 |                  |                    |                                         |
| 12 de abril de 1978    | Estocolmo        | Suécia             | Hovet                                   |
| 13 de abril de 1978    | Copenhague       | Dinamarca          | Folketeatret                            |
| 14 de abril de 1978    | Hamburgo         | Alemanha Ocidental | Ernst-Merck-Halle                       |
| 16 de abril de 1978    | Bruxelas         | Bélgica            | Forest National                         |
| 17 de abril de 1978    | Bruxelas         | Bélgica            | Forest National                         |
| 19 de abril de 1978    | Roterdã          | Países Baixos      | Ahoy                                    |
| 20 de abril de 1978    | Roterdã          | Países Baixos      | Ahoy                                    |
| 21 de abril de 1978    | Bruxelas         | Bélgica            | Forest National                         |
| 23 de abril de 1978    | Paris            | França             | Pavillon de Paris                       |
| 24 de abril de 1978    | Paris            | França             | Pavillon de Paris                       |
| 26 de abril de 1978    | Dortmund         | Alemanha Ocidental | Westfalenhalle                          |
| 28 de abril de 1978    | Berlim Ocidental | Alemanha Ocidental | Deutschlandhalle                        |
| 30 de abril de 1978    | Zurique          | Suíça              | Hallenstadion                           |
| 2 de maio de 1978      | Viena            | Áustria            | Stadthalle                              |
| 3 de maio de 1978      | Munique          | Alemanha Ocidental | Olympiahalle                            |
| 6 de maio de 1978      | Stafford         | Inglaterra         | Bingley Hall                            |
| 7 de maio de 1978      | Stafford         | Inglaterra         | Bingley Hall                            |
| 11 de maio de 1978     | Londres          | Inglaterra         | Wembley Arena                           |
| 12 de maio de 1978     | Londres          | Inglaterra         | Wembley Arena                           |
| 13 de maio de 1978     | Londres          | Inglaterra         | Wembley Arena                           |